# (6384) Kervin
(6384) Kervin (1989 AM) – planetoida z pasa głównego asteroid okrążająca Słońce w ciągu 2,7 lat w średniej odległości 1,94 j.a. Odkryta 3 stycznia 1989 roku.